# المتزوجون (مسرحية)
المتزوجون، مسرحية مصرية من تأليف فيصل ندا وبطولة سمير غانم وجورج سيدهم وشيرين وآخرون.
تناقش مشكلة المتزوجون في مصر بشكل كوميدي والمشاكل الاقتصادية التي تواجههم والفوارق بين الطبقات، أداء متميز لكل من سمير غانم وجورج سيدهم.
حدث تغيير كبير بالفنانين المشاركين بالمسرحية منذ بداية عرضها حتى عرض التصوير التلفزيوني، ففي سنة عرض المسرحية قامت بأداء شخصية (لينا) المسرحية الفنانة (هويدا) ابنه الفنانة صباح وعازف الكمان أنور منسي، ولكنها اعتذرت فجأة عن عدم استكمال دورها في المسرحية، وبعد اعتذارها بحث الفنان سمير غانم عن ممثلة بديلة لتؤدي الدور بدلًا منها وتم اختيار (شيرين) لأداء الشخصية، كما اعتذرت (فريدة سيف النصر) عن استكمال دور (نفيسة) بالمسرحية وحلت محلها الفنانة (سعاد نصر) في البداية لفترة قصيرة ثم اعتذرت وحلت محلها (راوية سعيد)، واعتذر الفنان (أحمد راتب) عن استكمال شخصية (الحمش بيه) وحل محله الفنان (أحمد ماهر).

## الممثلون
- سمير غانم
- جورج سيدهم
- نجاح الموجي
- شيرين
- أحمد ماهر
- زكريا موافي
- راوية سعيد
- إبراهيم قدري

## روابط خارجية
- المتزوجون على موقع IMDb (الإنجليزية)
- المتزوجون على موقع قاعدة بيانات الفيلم (الإنجليزية)
- المتزوجون على موقع ليتربوكسد (الإنجليزية)